# Amtsgericht Dülken

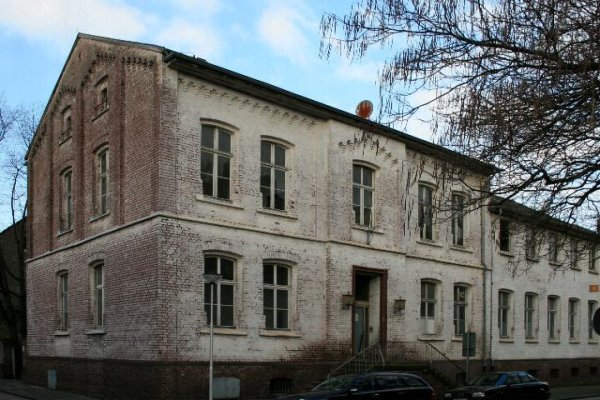
Amtsgerichtsgebäude

Das Amtsgericht Dülken war ein deutsches Amtsgericht mit Sitz in Dülken.

## Geschichte
Das königlich preußische Amtsgericht Dülken wurde mit Wirkung zum 1. Oktober 1879 als eines von neun Amtsgerichten im Bezirk des Landgerichtes Kleve im Bezirk des Oberlandesgerichtes Köln gebildet. Der Sitz des Gerichts war Dülken.
Sein Gerichtsbezirk umfasste aus dem Kreis Kempen die Bürgermeistereien Amern St. Anton, Amern St. Georg, Boisheim, Bracht, Brüggen, Burgwaldniel, Dülken (Stadt), Dülken (Land), Kirspelwaldniel und Süchteln.
Am Gericht bestanden 1880 zwei Richterstellen. Das Amtsgericht war damit ein größeres Amtsgericht im Landgerichtsbezirk.
Zum 31. Dezember 1969 wurde das Amtsgericht Dülken aufgehoben und sein Sprengel zwischen den Amtsgerichten Kempen, Nettetal und Neuß aufgeteilt.

## Amtsgerichtsgebäude
Das Amtsgerichtsgebäude (Kreuzherrenstraße 24) steht unter Denkmalschutz.